# Хібралеон
Хібралеон (ісп. Gibraleón) — муніципалітет в Іспанії, у складі автономної спільноти Андалусія, у провінції Уельва. Населення — 12 392 особи (2010).
Муніципалітет розташований на відстані близько 440 км на південний захід від Мадрида, 12 км на північ від Уельви.
На території муніципалітету розташовані такі населені пункти: (дані про населення за 2010 рік)
- Хібралеон: 11722 особи
- Ель-Худіо: 27 осіб
- Домінго-Негро: 51 особа
- Ель-Піко: 43 особи
- Ель-Пінтадо: 250 осіб
- Лос-Салонес: 80 осіб
- Лос-Альмендрос: 74 особи
- Ла-Кальвілья: 96 осіб
- Лас-Морерас: 16 осіб
- Ель-Рінкон: 9 осіб
- Сан-Ісідро: 24 особи

## Демографія
Динаміка населення (INE ):